# 克里斯蒂娜·阿什克罗夫特
克里斯蒂娜·阿什克罗夫特（英語：Christina Ashcroft，1964年6月28日—），旧姓舒尔策（Schulze），加拿大女子射击运动员。她曾代表加拿大参加1991年和1999年泛美运动会射击比赛，获得一枚银牌和一枚铜牌。